# Ковера (озеро)
Ковера — озеро на территории Ребольского сельского поселения Муезерского района Республики Карелия.

## Общие сведения
Площадь озера — 0,9 км², площадь водосборного бассейна — 8,6 км². Располагается на высоте 188,6 метров над уровнем моря.
Форма озера лопастная, подковообразная. Берега каменисто-песчаные.
С восточной стороны озера вытекает река без названия, протекающая озёра Кужаярви, Эльмюдъярви и Малое Эльмюдъярви и впадающая в озеро Большое Ровкульское, откуда через реки Сулу и Лендерку воды в итоге попадают в Балтийское море.
С запада от озера проходит дорога местного значения, отходящая от трассы 86К-176 («Тикша — Реболы»).
Код объекта в государственном водном реестре — 01050000111102000010458.